# Menemeni
Menemeni (griechisch Μενεμένη (f. sg.)) ist de facto ein Stadtteil westlich des Zentrums von Thessalonikis und de jure ein Gemeindebezirk der Gemeinde Ambelokipi-Menemeni im Regionalbezirk Thessaloniki der griechischen Region Zentralmakedonien. Bis 2010 war es eine eigenständige Gemeinde.

## Geschichte
Bei der Gründung der Verwaltungseinheit der Stadtgemeinde Thessaloniki am 3. Mai 1918 bestand Menemeni noch nicht. Das Gebiet von Menemeni gehörte zur Stadtgemeinde Thessaloniki. Die Existenz begann 1922 durch den Zuzug von griechischen Vertriebenen aus Kleinasien nach der griechischen Niederlage im Griechisch-Türkischen Krieg von 1912 bis 1922 und dem nachfolgend im Vertrag von Lausanne 1923 vereinbarten „Bevölkerungstausch“ zwischen der griechischen (griechisch-orthodoxen) Bevölkerung auf türkischem Territorium und der türkischen (muslimischen) Bevölkerung auf griechischem Territorium. 1926 wurde Menemeni von der Stadtgemeinde Thessaloniki abgespalten und der Gemeinde Harmanköy (Charmankioi) zugeordnet. Bereits drei Jahre später wurde die Gemeinde Harmankioi wieder aufgelöst und der Stadtgemeinde Thessaloniki zugeordnet. Auch diese verwaltungstechnische Neuordnung hatte nur Bestand bis 1934: die Siedlungen Neo Charmankioi, Neos Vosporos und Nea Menemeni wurden zur Gemeinde Menemeni zusammengefasst und von der Stadtgemeinde Thessaloniki wieder abgespalten. Diese Gemeinde wurde 2010 mit dem benachbarten Ambelokipi zusammengeschlossen, wobei die beiden Gemeinden als Gemeindebezirke weiter bestehen. Der Sitz der neuen Gemeinde ist in Ambelokipi.

## Bevölkerung, Verwaltung und Politik
Die Gemeinde verzeichnete in den Jahren 1981 bis 2001 analog zu vielen anderen Gemeinden und Ortschaften der Metropolregion Thessaloniki einen Zuwachs an Einwohnern. Die Zunahme fand vor allem in den 1990er Jahren statt. 1981 lebten in Menemeni 12.414 Menschen, 1991 12.932, 2001 15.133 und 2011 14.746 (Angaben ermittelt jeweils durch Volkszählungen). Der Gemeindebezirk Menemeni besteht aus den Quartieren Vosporos, Agios Nektarios, Agia Varvara und Lachanokipi.
Menemeni unterhält eine Städtepartnerschaft mit der türkischen Stadt Menemen in der Provinz Izmir.

## Verkehr
Der öffentliche Verkehr in Menemeni wird durch die Busse der OASTh (ΟΑΣΘ; Organismos Astikon Sygkoinonion Thessalonikis, Nahverkehrsträgergesellschaft von Thessaloniki) durchgeführt. Die Ausweitung der gegenwärtig in Bau befindlichen U-Bahn von Thessaloniki auch nach Menemeni ist in der Diskussion.